# 微笑む騎士 (ハルスの絵画)
『微笑む騎士』（ほほえむきし、蘭: De lachende cavalier、英: Laughing Cavalier）は、オランダ黄金時代の巨匠フランス・ハルスが1624年にキャンバス上に油彩で制作した肖像画である。 ロンドンのウォレス・コレクションに所蔵されており、バロックの肖像画中もっとも素晴らしい作品の1つと称賛されてきた。作品の題名は、ヴィクトリア朝時代の民衆と新聞により創造されたもので、その題名は、1872–1875年のベスナル・グリーン博物館 (V&A子供博物館) での公開展示に遡る。当時、絵画はイングランドにもたらされたばかりで、定期的に版画化され、イギリスで最もよく知られたオールド・マスター絵画の1つとなった。特定されていないモデルの人物は実は笑っているのではなく、謎めいた微笑みを浮かべているだけで、その微笑みは上を向いた口髭によって強調されている。

## 作品

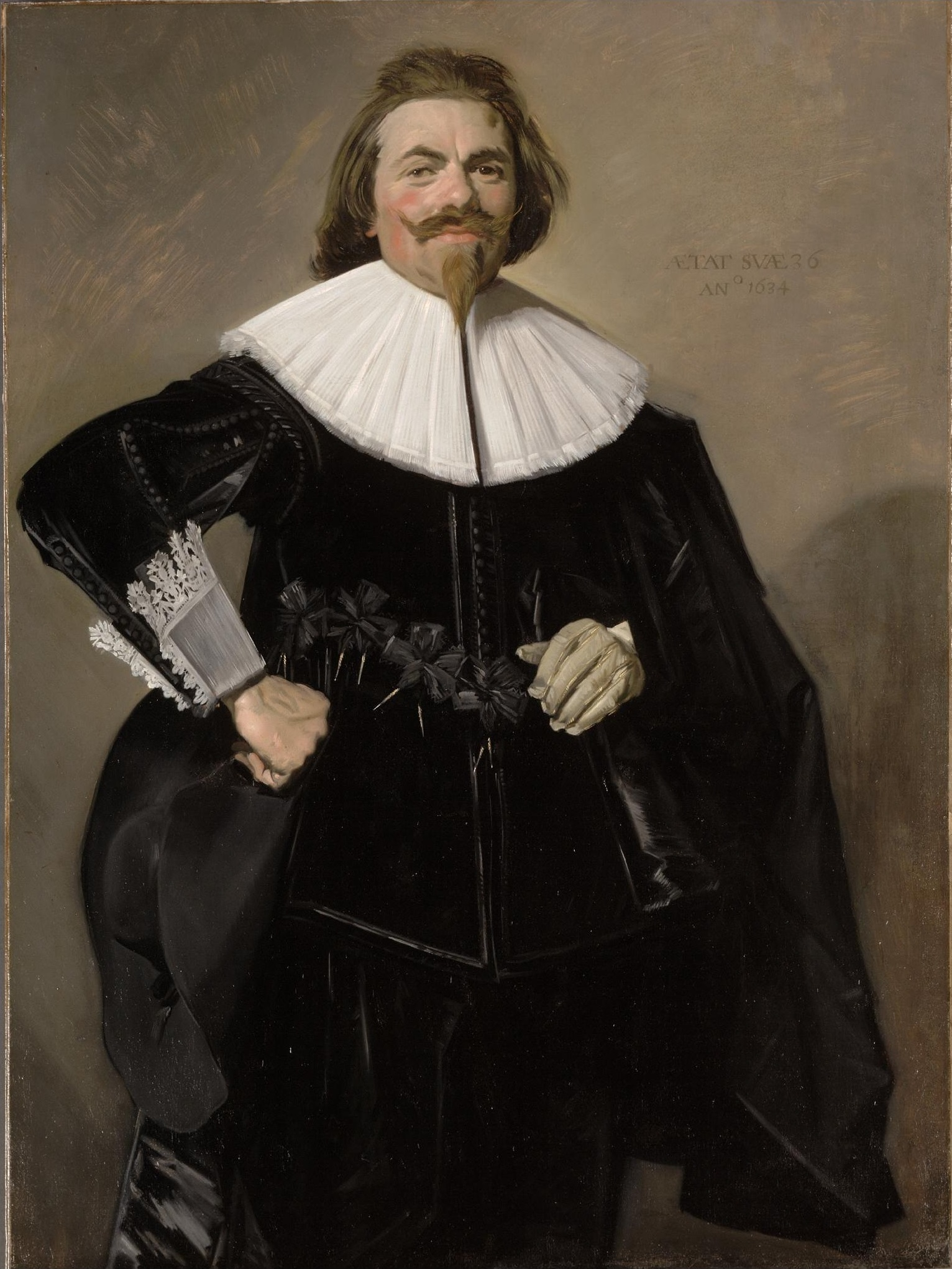
『ティーレマン・ロ―ステルマン の肖像』 クリーブランド美術館

この肖像画は、縦83センチ、横67.3センチで、画面上部に「Æ'TA SVÆ 26/A°1624」と記されている。ラテン語で「aetatis suae 26, anno 1624」を表し、モデルの人物が26歳の時の1624年に描かれたことを意味している。 人物の素性は不明であり、19世紀のオランダ語、英語、フランス語の作品名は大方、軍隊の人物、または少なくとも警備隊の士官であることを示唆している。警備隊の士官は、ハルスや後のレンブラントの1642年の『夜警』 (アムステルダム国立美術館) などの集団肖像画の対象となっている。本作の人物はまた、富裕な市民であった可能性がある。美術史家のピーテル・ビースブール (Pieter Biesboer) は、この作品はオランダの布地商であったティーレマン・ロ―ステルマン を描いていると提案しているが、ロ―ステルマンはハルスの別の肖像画 (クリーブランド美術館、オハイオ州) に登場している。
画面は生き生きとして、自然なもので、豪華で高価な絹の衣服の描写に費やされた明らかな労力にもかかわらず、仔細に観察してみると、長く、素早い筆遣いが見て取れる。黒のサッシュの描写はとりわけ素晴らしい。それは、ハルスが限られた色数で描く驚嘆すべき能力を有していたことを表しており、後のフィンセント・ファン・ゴッホに「フランス・ハルスは27種類の黒色を持っている！」と言わしめた。
振り返っている人物の姿勢と低い視点は他のハルスの作品にも見出せるもので、これらの要素が本作では刺繍を施された袖とレースのカフスを強調している。刺繍には多くのエンブレムがある。「愛の喜びと苦しみ」を象徴しているのは「蜂、矢、炎を噴き上げているコルヌコピア、愛人をつなげる結び目、そして炎」であり、オベリスク、またはピラミッドは力を、メルクリウスの帽子とケーリュケイオンは幸運を象徴している。
一般的に、18世紀の終わりになるまで、笑い顔は、トローニ― (特定の肖像画ではなく、表情やポーズを表現する習作) や風俗画においてはしばしば見いだされたが、本作のように委嘱された肖像画が、大人が笑っているところを表すことはまれであった。フランス・ハルスは例外的で、しばしば本作よりも人物が大きく笑っている姿を、動きと自然さを作品にもたらす打ち解けた姿勢で表した。
絵画がどんな角度から眺められても、モデルの人物が鑑賞者を追っているような視線の効果は、静的な二次元的表現と相まって、彼が真正面の画家の目を見ているような結果をもたらしている。

## 歴史
絵画の来歴は、1770年のデン・ハーグでの競売にまでしか遡れない。18世紀の競売では、絵画はかなり安く取引されていた。その後のオランダでの競売の後、1822年にフランス系スイス人の銀行家で収集家であったジャム・アレクサンドル・ド・プルタレス伯爵に購入された。 伯爵の死後の1865年、彼のコレクションのパリでの競売で、第4代ハートフォード侯爵リチャード・シーモア＝コンウェイ がジャコブ・マイエール・ド・ロチルド男爵に競りで勝ち、絵画を見積価格の6倍の51,000フランで取得した。1871年に、作品は『男性の肖像』 (portrait d'un homme) と記され、ハートフォードのパリの自宅にあったが、その後、作品は競売の結果、ロンドンに移った。それは、おそらく、ベスナル・グリーン博物館での大規模で長期間のオールド・マスター絵画展に展示する目的であったが、この展覧会場は、労働者階級を惹きつけるために意図的にロンドンのウエスト・エンドを避けたものであった。展覧会は大成功で、特に『騎士』 (カタログでの題名) は大衆にも批評家にも非常に好評であった。作品は、イングランドにおけるハルスの評価を上げるのに重要な役割を果たしたのである。
作品は、ふたたびロイヤル・アカデミーで展示された1888年までには『微笑む騎士』とされていた。しかし、その前の1884年の洗浄によって作品の様子は変わってしまった可能性がある。雑誌「アシニウム」 (Athenaeum)  の批評家は、画面がより明るくなったことに気づいたが、モデルの男性が笑っているというより微笑んでいることにも気づいた。ハートフォードのコレクションは、息子のリチャード・ウォレス・Bt.卿に遺贈され、後にコレクションと彼の家は、彼の妻によりウォレス・コレクションとして国家に寄贈された。
「(本作の人物の) 目が部屋中、あなたを追っている」という比喩は、ずっとイギリスの喜劇の定番で、アート・ギャラリー (The Art Gallery) やその他の場所でピートとダッドにより利用されている。時には、モデルの目の部分をのぞき穴として切り抜いた肖像の形で利用されている。

## 影響
『微笑む騎士』は、マクエワンズ のビールにロゴとして使われており、『微笑む騎士』がビールを楽しんでいる姿を表すべく変更されている。
バロネス・オルツィ作の小説『紅はこべ』冒険シリーズで、『微笑む騎士』は、小説の前日譚として彼の物語を語っており、小説の主人公である英雄、パーシー・ブレイクニー卿 (Sir Percy Blakeney) の先祖となっている。
『微笑む騎士』は、連続テレビ番組『シャーロック・ホームズのライヴァルたち』の第6話である「ポルトガルの鏡事件」に登場する。
連続テレビ番組『ザ・モンキーズ』は、本作と本作を変更した複製を中心としたプロットの逸話 (S02E05) を登場させた。